# Бобров, Иван Иванович (кораблестроитель)
Иван Иванович Бобро́в (1882—1960) — советский инженер-кораблестроитель, директор Путиловского завода, строитель линейных крейсеров типа «Измаил» на Балтийском заводе.

## Биография
Родился 12 ноября 1882 года в Минске.
В 1898 году поступил на кораблестроительное отделение Морского инженерного училища в Кронштадте. В 1904 году, после окончания училища, был произведён в младшие помощники судостроителя.
В 1908 году окончил кораблестроительное отделение Морской академии.
В 1909 году произведён в подпоручики.
В 1910—1912 годах был старшим помощником строителя линейного кораблей типа «Севастополь» на Адмиралтейском заводе, а в 1912—1916 годах — строитель линейных крейсеров типа «Измаил» на Балтийском заводе.
Параллельно с работой на судостроительных заводах в 1911—1916 годах вёл научно-исследовательскую и педагогическую работу в Морском инженерном училище.
В 1916 году был назначен директором Путиловской верфи и 10 апреля 1916 года произведён в подполковники корпуса корабельных инженеров за отличие. После революции перешёл на сторону советской власти и работал директором Путиловского завода.
С 1923 года — наблюдающий за перестройкой лёгких крейсеров типа «Светлана» в танкеры.
В 1925 году разработал курс «Строительная механика корабля».
В 1927 году возглавил проектное бюро «Судотреста», занимал должности главного инженера «Судопроекта» и Государственного института проектирования судостроительных заводов верфей (1930—1933),
В 1935—1937 годах работал главным инженером судостроительной верфи Морпогранохраны ОГПУ (ныне Судостроительная фирма «Алмаз»), где принимал участие в строительстве сторожевых пограничных катеров «Малых охотников» МО-2, МО-4.
В годы войны работал помощником главного инженера завода № 5 (Ленинградская судоверфь Морпофанохраны 01Т1У), который в условиях блокады Ленинграда, продолжал строить и передавать Балтийскому флоту корабли — малые охотники MO-IV.
В 1946−1960 годах был членом научно-технического и учёных советов НИИ судостроительной отрасли.
Умер в 1960 году в Ленинграде.

## Награды
- Сталинская премия третьей степени (1951) — за создание судна новой конструкции для рыбного промысла и коренное усовершенствование методов производственной работы в морском судостроении.